# Урусовы
Уру́совы  — древний дворянский и княжеский род ногайского происхождения.
Род князей Урусовых внесён в V и VI части родословных книг Московской, Симбирской, Смоленской, Санкт-Петербургской, Черниговской и Ярославской губерний (Гербовник, VI, 1).

## Происхождение и история рода
Князья Урусовы, подобно князьям Юсуповым, Шейдаковых, Кутумовых и Байтериковых, произошли от владетелей ногайских, родоначальником коих был знаменитый Едигей Мангит, потомок могущественных вельмож в Золотой Орде, любимец полководца Тамерлана, победитель великого князя литовского Витовта на берегах Ворсклы (1399), осаждал Москву и разорил Троице-Сергиеву лавру (декабрь 1407), впоследствии владетель улусов ногайских татар.  Его внук Муса-Мурза заключил договор дружбы и союза с Иваном III Васильевичем (1489). После смерти Мусы, улусами ногайскими владел его сын князь Юсуф, который был убит (1556) своим братом Измаилом, Овладев улусами Измаил отправил в Москву (1565) обоих сыновей Юсуфа, от коих происходят князья Юсуповы. После Измаила улусами владел сын его, князь Урус, который заключил новый договор дружбы и союза с Иваном IV Васильевичем Грозным, впоследствии переселился в Россию и получил от царя Бориса Годунова городок Касимов во владение с титулом царя (1600). От него пошли ногайские князья на службе московскому государству — князья Урусовы. Убит (1610) в Калуге вторым Самозванцем, за что вскоре убит внуком Уруса — Бий-Мурзой, а в крещении Петром Арслановичем Урусовым (1610). Князь Урус имел шесть сыновей мурз: Кан, Ак-Арслан, Сатый, Байтерек (родоначальник угасшей ветви князей Байтерековых), Касим и Кобеш. Урусовыми считались дети трёх первых сыновей Уруса-мурзы: четверо детей первого, восьмеро второго и пятеро третьего. Дети Кана-мурзы были: Курмыш, Яндан, Бий и Арслан-мурза. Курмыш находился на царской службе в Астрахани с 2925 человеками своей Орды (1626), остался магометанином. Брат его — Яндан-мурза принял православие с именем Бориса, женился в Москве на княжне Татьяне Петровне Ахамашуковой-Черкасской († 14 февраля 1620), не оставив потомства, вдова его постриглась в монахини с именем Таисы († 24 марта 1646). Третий брат, Бий-мурза, в христианстве князь Пётр Канмурзич, был стольником царя Михаила Фёдоровича и находился в поезде на 2-й свадьбе его (1626).
Из восьми сыновей второго сына Уруса-мурзы Ак-Арслана приняли в Москве православие три брата: Урак (Пётр Арсланович), Зарбек (Александр Арсланович) и Янсох-мурза (Иван Арсланович), воевода в Устюжне Железопольской (1614). Старший из сыновей Саты-мурзы — мурза Касим, во святом крещении князь Андрей Сатыевич, писавшийся Урусовым и сделавшийся единственным продолжателем в России княжеской фамилии, — получил от царя вотчины на берегу реки Пахры.
В середине XVII века род Урусовых, впоследствии разветвившийся и измельчавший, состоял всего из четырёх братьев (которые, по некоторым сведениям, приходились царю Алексею Михайловичу троюродными братьями). Котошихин причислял их к самой высшей аристократии Русского царства. 

## Потомки Касим-мурзы
Касим-мурза, внук Урус-бия, в Казани принял православие (1615) и стал называться Андреем Сатыевичем Урусовым, воевода в Нижнем Новгороде (1636-38), женат на княжне Марии Васильевне Тюменской (из Кучумовичей)
1. Варвара Андреевна, жена князя П. С. Прозоровского
2. Семён Андреевич († 1657), кравчий (1641), боярин (1655), разбивший поляков при Верховицах; женат на Федосье Борисовне (возможно[3], дочери князя Б. М. Лыкова, двоюродной сестре царя Михаила Фёдоровича)
  1. Пётр Семёнович (1636-86), боярин, воевода в Смоленске (1679); женат 1-м браком на знаменитой раскольнице Евдокии Прокофьевне Соковниной (1635-75), после развода (1671) 2-м браком на Степаниде Даниловне Строгановой Осташёво — усадьба князя А. В. Урусова

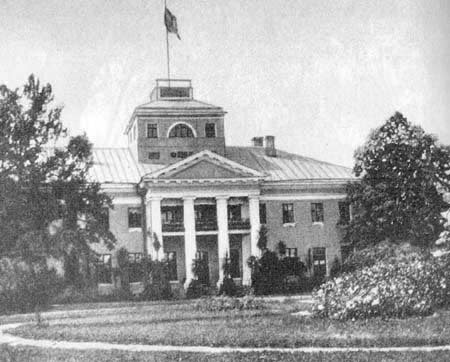
Осташёво — усадьба князя А. В. Урусова

    1. Василий (1652-77), стольник; женат на кнж. Степаниде Ивановне Репниной
    2. Анастасия (1662—1715), жена бояр М. Л. Плещеева и Ф. П. Шереметева
    3. Евдокия (1665-97), жена князя Я. И. Лобанова-Ростовского; от них происходят все последующие Лобановы-Ростовские.

  2. Юрий Семёнович († 1720), боярин, воевода в Киеве; женат 1-м браком на Наталье Петровне Шереметевой (урожд. Северовой), 2-м браком — на Ульяне Васильевне Стрешневой
  3. Никита Семёнович (1640-91), боярин (1679); женат 1-м браком на Марии Фёдоровне Ладыженской, 2-м браком на кнж. Ефимии Григорьевне Щербатовой
    1. Иван Никитич, стольник; женат на кнж. Аграфене Степановне Татевой
    2. Алексей Никитич; родоначальник старшей ветви Урусовых ➤
    3. Яков Никитич; женат на Евдокии Ивановне Камыниной
      1. Александр Яковлевич, мичман; женат на Анне Ивановне Измайловой
        1. Александр Александрович, полковник, собиратель редкостей, подаренных им Московскому университету.

    4. Семён Никитич († 1694); родоначальник младшей ветви Урусовых ➤

  4. Фёдор Семёнович († 1694), свояк царя Фёдора Алексеевича, боярин (1681), глава Пушкарского приказа (1692); женат на Фёкле Семёновне Грушецкой, сестре царицы Агафьи Семёновны
    1. (??) Прасковья († 1701), жена боярина Льва Кирилловича Нарышкина, дяди Петра I
    2. Мария († 1731), жена князя Бориса Ивановича Куракина, русского посла в Вене

### Старшая ветвь Урусовых
Князь Алексей Никитич Урусов, стольник; женат на кнж. Василисе Петровне Долгоруковой
1. Григорий Алексеевич (1680—1743), генерал-поручик, сенатор; женат на Фёкле Фёдоровне Нарбековой

  1. Софья, жена кн. А. И. Щербатова; их внук А. Г. Щербатов
  2. Прасковья, жена кн. А. И. Гагарина; у них сын Иван
2. Анна Алексеевна († 1712), жена кн. С. М. Козловского; у них сын Алексей
3. Иван Алексеевич, капитан 3-го ранга; женат на кнж. Анне Андреевне Голицыной и на Анне Ивановне Салтыковой
  1. Ирина, жена кн. И. П. Щербатова
  2. Александра, жена М. В. Зиновьева
4. Василий Алексеевич († 1742), контр-адмирал; женат на Прасковье Михайловне Собакиной и на кнж. Прасковье Петровне Долгоруковой
  1. Михаил Васильевич († 1795), подполковник; женат на Фелицате Афанасьевне Алябьевой
    1. Дмитрий Михайлович (1758—1829), майор; женат на Евдокии Сергеевне Власьевой
      1.         1. Сергей Николаевич (1839—1906), внук предыдущих, генерал от инфантерии

    2. Александр Михайлович (1767—1857), обер-камергер; родоначальник московской ветви Урусовых ➤
    3. Владимир Михайлович (1768—1842); женат на кнж. Елизавете Александровне Вяземской

  2. Сергей Васильевич (1719-87), статский советник; женат на кнж. Ирине Даниловне Друцкой-Соколинской В. Боровиковский. Портрет Анны Безобразовой, урожд. княжны Урусовой.

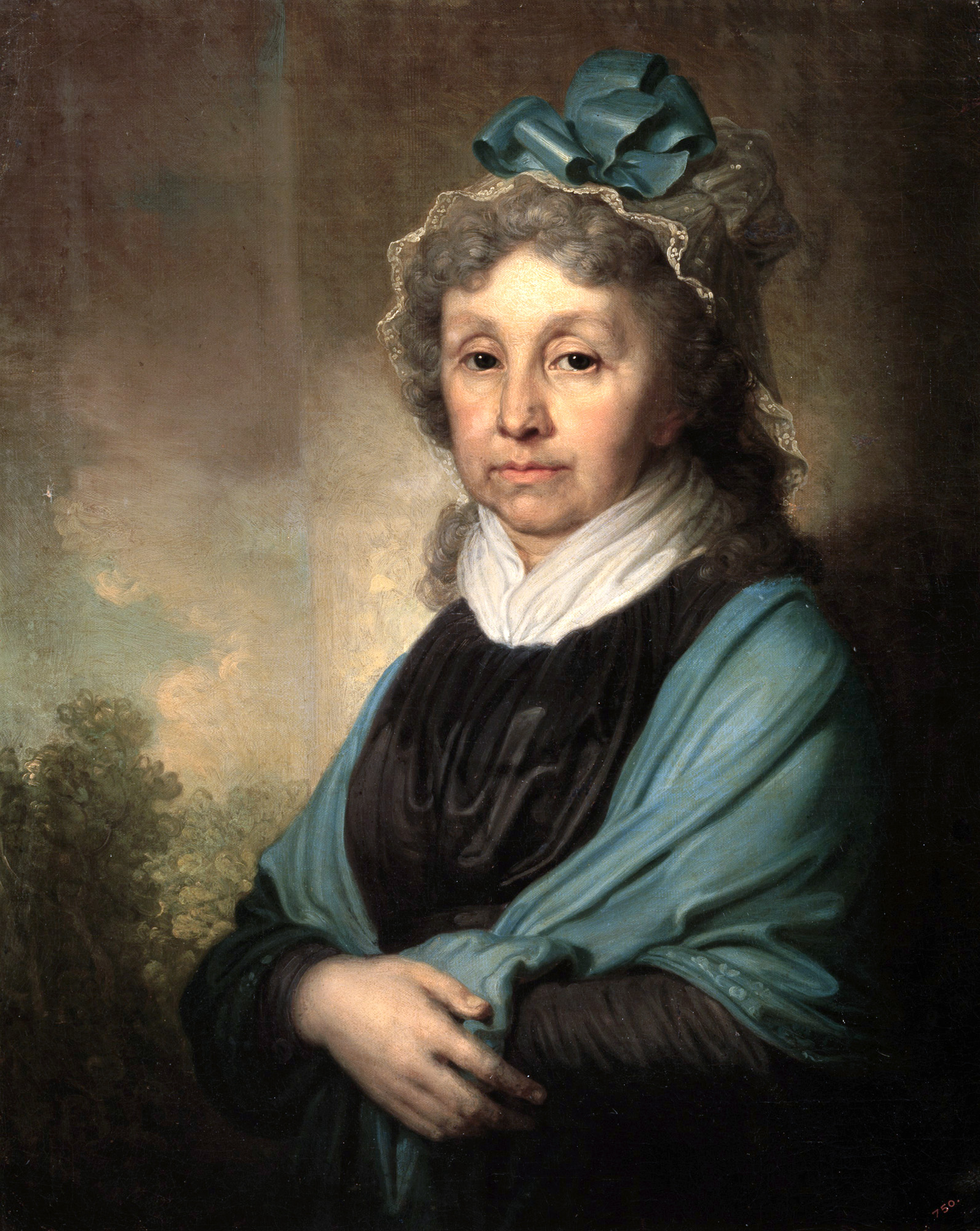
В. Боровиковский. Портрет Анны Безобразовой, урожд. княжны Урусовой.

    1. Никита Сергеевич, ярославский наместник; родоначальник ярославской ветви Урусовых ➤
    2. Анна Сергеевна, жена Ф. В. Безобразова
    3. Екатерина Сергеевна, девица, почётный член «Беседы любителей русского слова»
    4. Варвара Сергеевна, жена графа А. И. Васильева, министра финансов

  3. Алексей Васильевич (1722-96), полковник; женат на грф. Екатерине Борисовне Шереметевой
    1. Василий Алексеевич, генерал-майор; женат на Анне Филипповне Ярцевой
    2. Варвара Алексеевна, жена князя И. Ф. Касаткина-Ростовского

  4. Фёдор Васильевич (1727-93), председатель Архангельской уголовной палаты; холост
  5. Александр Васильевич (1729—1813), генерал-майор, основатель усадьбы Осташёво; женат на Анне Андреевне Волковой
    1. Софья Александровна (1779—1801), жена барона А. С. Строганова

  6. Пётр Васильевич (1733—1813), московский губернский прокурор, владелец частного театра (предшественник Большого театра); женат на Александре Сергеевне Салтыковой
    1. Александр Петрович (1768—1835), генерал-майор; женат на Марии, дочери С. А. Пустошкина
      1. Софья, жена корнета В. С. Пустошкина
      2. Александра, жена с.с. А. С. Мельгунова

    2. Прасковья Петровна, жена Д. И. Киселёва; у них сын Павел
    3. Вера Петровна, жена князя Я. Л. Грузинского

  7. Анна Васильевна, жена Ф. В. Зиновьева
  8. Анастасия Васильевна, жена С. И. Татищева

Московские Урусовы
Князь Александр Михайлович Урусов (1767—1857), обер-гофмейстер, президент Московской дворцовой конторы; женат на Екатерине Татищевой (сестре Д. П. Татищева) 

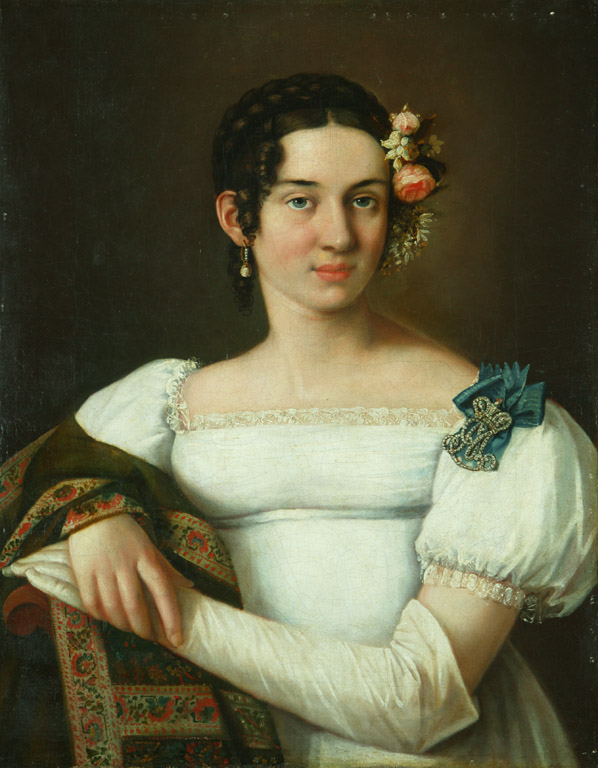
Мария Урусова, жена канцлера А. М. Горчакова

1. Мария, жена графа И. А. Мусина-Пушкина (1-й брак) и канцлера А. М. Горчакова (2-й брак)
2. Михаил (1802—83), генерал от кавалерии; женат на Екатерине Петровне Энгельгардт, наследнице усадьбы Овиновщина[5]

  1. Фёдор (1842—1918), генерал-лейтенант, расстрелян
  2. Владимир (1857—1922), гофмейстер, член Государственного совета; женат на кнж. Марии Сергеевне Урусовой
3. Софья (1804—89), фрейлина, жена князя Л. Л. Радзивилла.
4. Павел (1807—86), генерал от инфантерии; женат на грф. Александре Сергеевне Уваровой
  1. Владимир (1838-80), дипломат; женат на кнж. Юлии Львовне Гагариной
    1. Лев (1877—1933), дипломат, член МОК; женат на Нине Владимировне Ломан

  2. Лев (1839—1928), посол в Риме, Вене, Париже; женат на Прасковье Александровне Абаза
    1. Александр (1881—1962), дипломат; женат на кнж. Софии Владимировне Урусовой, своей двоюродной сестре

  3. Николай (1846—1901), статский советник; женат на кнж. Марии Язоновне Тумановой
5. Николай (1808—43), поручик; женат на Анастасии Николаевне Бороздиной
6. Пётр (1810—90), камергер; женат на Екатерине Николаевне Сипягиной
  1. Елизавета (1846—1915), жена кн. М. А. Голицына
  2. Александр (1850—1914), депутат 2-й, 3-й и 4-й Государственных дум; женат на Вере Александровне Овер
  3. Софья (1853—1928), переводчица, жена А. В. Бельгарда
  4. Владимир (1857—1907), херсонский вице-губернатор; женат на грф. Варваре Васильевне Гудович (1865—1953)
    1. Варвара, жена полковника А. А. Подчёрткова
    2. Екатерина, жена Д. М. Бибикова
    3. Ирина, жена инженера Л. Д. Ляхова

  5. Сергей (1859—1918), генерал-майор, шталмейстер, конезаводчик, писатель-зоолог, жертва красного террора; женат на Елизавете Сергеевне Головиной
    1. Пётр, автор книги о лейб-гвардии Кирасирском полке, погиб (1914) на германском фронте

  6. Николай (1863—1918), шталмейстер, сенатор, жертва красного террора; женат на Вере Георгиевне Алексеевой
7. Иван (1812—71), полковник; женат на Екатерине Ивановне Эльсниц, воспитаннице И. Д. Нарышкина
  1. Александр (1843—1900), знаменитый адвокат; женат на Марии-Анне Юргенс.
  2. Ольга (1854-91), жена графа Э. Э. Сиверса
8. Наталья (1814—82), фрейлина, жена графа И. П. Кутайсова; у них сын Павел.
9. Григорий (1818—88), майор; женат на Софье Николаевне Нарышкиной.
  1. Сергей (1858—1912), женат на Варваре Ермоловой, внучке А. П. Ермолова

Ярославские Урусовы старшей ветви

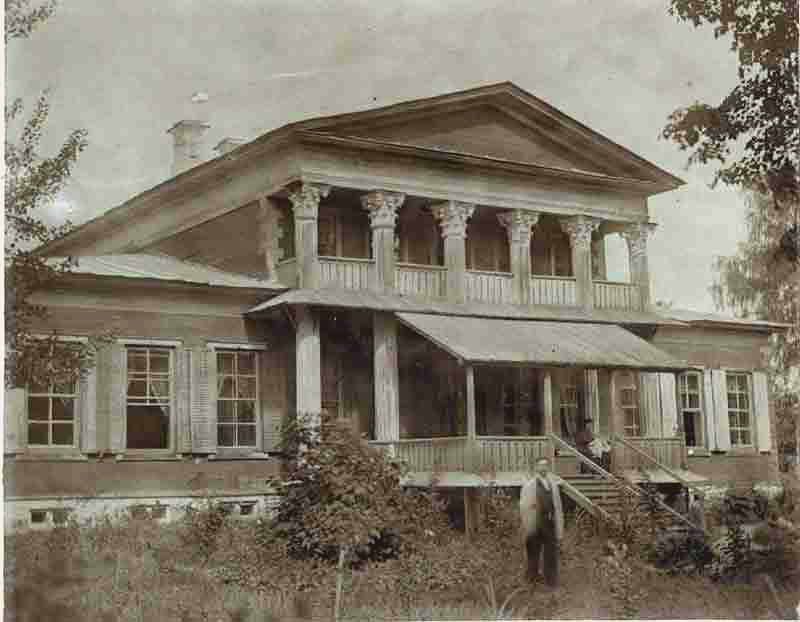
Родовая усадьба Урусовых в селе Спасское Ярославского уезда (снесена в 2011 году)

Князь Никита Сергеевич Урусов, ярославский наместник; женат на Варваре Окуневой (сестре Г. А. Окунева) и на Прасковье Ржевской (дочери С. М. Ржевского); многие из его потомков покоятся в Толгском монастыре на Волге под Ярославлем
1. Наталья, жена промышленника А. Ф. Дерябина
2. Дмитрий, гвардейский капитан, переведён в армию за дуэль с Д. Столыпиным; женат на Александре Петровне Нарышкиной
  1. Леонид (1837—1885), тульский вице-губернатор, переводчик; женат на Марии Сергеевне Мальцовой
  2. Юлий (Жюль) (1840—1919), обер-церемониймейстер, открывал (14 мая 1896) коронационное шествие на коронации Николая ІІ, тайный советник, шталмейстер (1900), обер-шенк (1915)
3. Семён (1785—1857), тайный советник, сенатор, владелец родового имения Спасское; женат на Анне Ивановне Маркшиц
  1. Екатерина († 1882), жена генерал-лейтенанта С. Г. Батурина
  2. Сергей (1827-97), генерал-майор, математик, выдающийся шахматист, владелец имения Спасс-Торбеево; женат на Татьяне Афанасьевне Нестеровой
  3. Юлия, жена дипломата А. А. Рыбалтовского
  4. Дмитрий (1830—1903), действительный статский советник; женат на Варваре Силичне Баташовой
    1. Сергей (1862—1937), бессарабский и тверской губернатор, мемуарист; женат на Софье Владимировне Лавровой
    2. Варвара (1866—1952), жена Г. В. Калачова, члена Государственного совета
    3. Екатерина (1868—1930), жена А. А. Лопухина, эстляндского губернатора
    4. Пётр (1869—1933), женат на Наталье Владимировне Истоминой, оставившей воспоминания
    5. Дмитрий (1873—1935), заместитель председателя 4-й Государственной думы; женат на Анне Устиновне Белевич
    6. Юрий (1878—1937), юрист; женат на грф. Евдокии Евгеньевне Салиас
      1. Евдокия (1908-96), народная артистка России, жена актёра М. С. Унковского
      2. Елена (1913-37), репрессирована; жена С. П. Раевского (1907—2004), автора книги «Пять веков Раевских»

### Младшая ветвь Урусовых
Семён Никитич Урусов († 1694), женатый на Софье, старшей дочери графа Б. П. Шереметева, имел правнуков — помещиков Ярославской губернии:
1. 1.     1. Николай Юрьевич (1767—1821), генерал-майор; женат на Ирине Никитичне Хитрово
      1. Сергей Николаевич (1816-83), сенатор, статс-секретарь; женат на кнж. Елизавете Петровне Трубецкой
      2. Анастасия Николаевна, жена заводчика С. И. Мальцова

    2. Дмитрий Юрьевич, ярославский уездный предводитель дворянства; женат на Агриппине Николаевне Голубцовой
      1. Павел и Николай Дмитриевичи, погибли в бою у Мариенверде, где им поставлен памятник.

    3. Сергей Юрьевич (1772—1840), санкт-петербургский вице-губернатор; женат на Екатерине Ивановне Кусовой
    4. Иван Юрьевич (до 1775—19.08.1833), ярославский вице-губернатор (с 13 января 1804? по 05.09.1819); действительный статский советник, был похоронен с женой Анной Петровной, урождённой Бем, в Толгском монастыре.

### Дворяне Урусовы
- Урусов Иван Иванович — стольник патриарха Филарета (1627—1629), стряпчий (1636—1640), московский дворянин (1658).
- Урусов Иван Иванович — стряпчий (1627—1629).
- Урусов Иван Власьевич — московский дворянин (1627—1629).
- Урусов Иван Степанович — московский дворянин (1627—1640)[1].